# Associazione Sportiva Dilettantistica Torres
L'Associazione Sportiva Dilettantistica Torres és un club de futbol italià de la ciutat de Sàsser.

## Trajectòria
Evolució del nom:
- 1903: Società per l'Educazione Fisica Torres
- 1982: Torres Calcio
- 1991: Polisportiva Torres Calcio
- 1992: Polisportiva Sassari Torres
- 2006: Sassari Torres 1903
- 2008: Associazione Sportiva Dilettantistica Torres Calcio
- 2010: A.S.D. S.E.F. Torres 1903
- 2012: S.S.D. S.E.F. Torres 1903
- 2013: Società per l'Educazione Fisica Torres 1903
- 2017: Associazione Sportiva Dilettantistica Torres

## Palmarès
- Serie D:
  - 2012–13
- Eccellenza:
  - 2011–12
- Coppa Italia Sardinia:
  - 2011–12